# Coleopteromyces amnicus
Coleopteromyces amnicus är en svampart som beskrevs av Ferrington, Lichtw. & López-Lastra 1999. Coleopteromyces amnicus ingår i släktet Coleopteromyces och familjen Legeriomycetaceae.   Inga underarter finns listade i Catalogue of Life.